# Johann Heinrich Hulenkampf

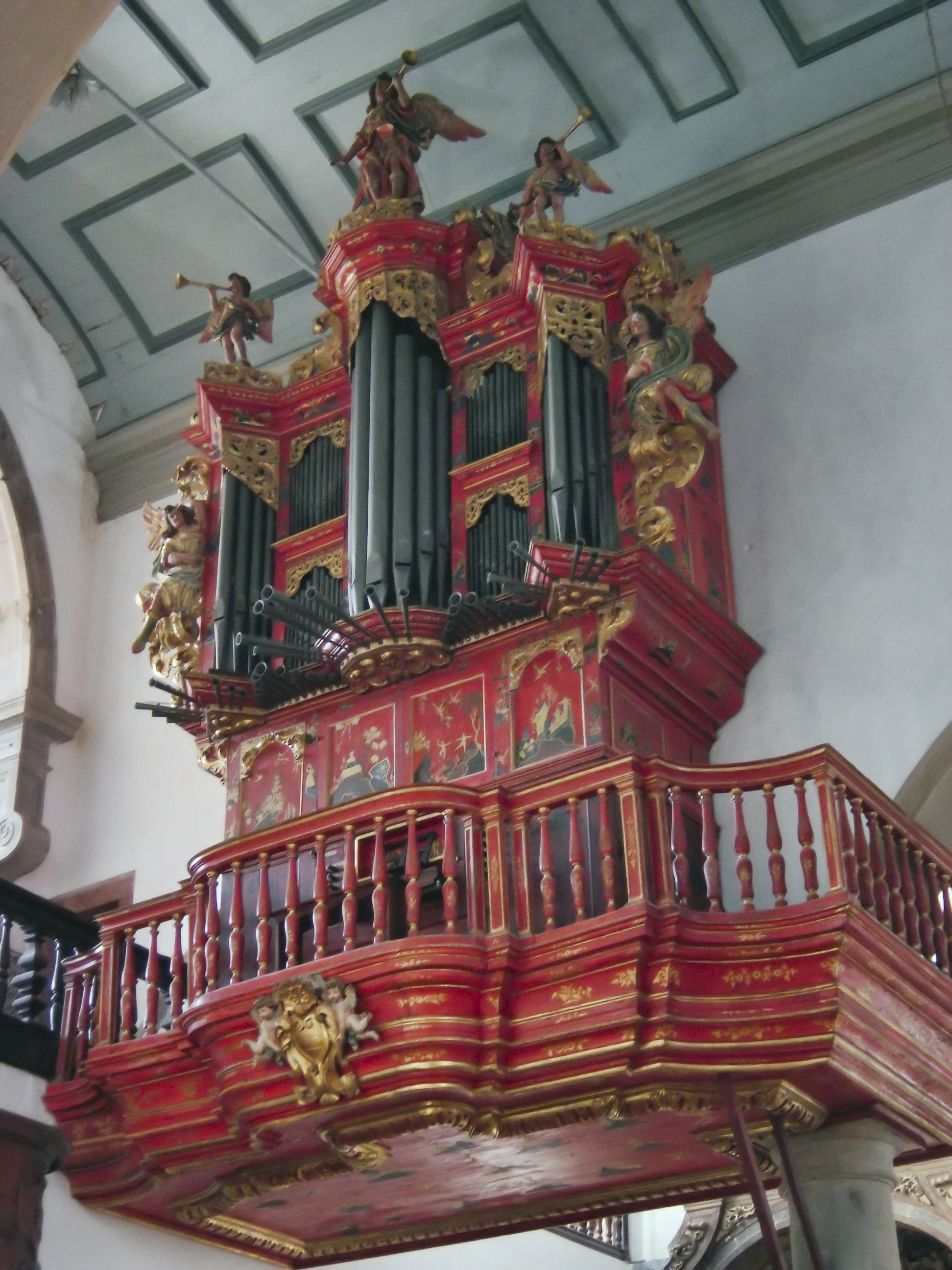
L'organo della Cattedrale di Faro.

Johann Heinrich Hulenkampf, noto in Portogallo come João Henriques Hulemcampo (Amburgo, XVII secolo – Portogallo, XVIII secolo), è stato un organaro tedesco naturalizzato portoghese attivo in Portogallo dopo il 1701.

## Biografia
Nacque nei pressi di Amburgo nel XVII secolo. Fu apprendista e più tardi ufficiale del celebre organaro Arp Schnitger, presso cui lavorò per dodici anni. Si trasferì in Portugal per installare l'organo di Schnitger nella chiesa del monastero del Santissimo Salvatore di Moreira, a Maia, vicino a Porto.
A Lisbona, dove si trasferì, Hulenkampf ricevette commesse per organi per il convento del Carmelo e per il convento di San Francesco, come consta dai contratti datati 1711 e 1722, rispettivamente. Lo strumento del Carmelo si perse presumibilmente nel Terremoto di Lisbona del 1755. Quello di San Francesco, forse fu trasportato in Brasile, poiché l'organo della Cattedrale di Mariana, trasportato in Brasile nel 1751, possiede i simboli francescani e la forma di Hulenkampf con la data "1723".
Un altro strumento probabilmente costruito da Hulenkampf è l'organo della Cattedrale di Faro, fabbricato a Lisbona fra il 1715 e il 1716 e molto simile a quello della Cattedrale di Mariana. L'organo di Faro fu riparato nel 1767 dall'organaro italiano Pasquale Gaetano Oldovini, che alterò molto lo strumento originale.